# 비비드레드 오퍼레이션

《비비드레드 오퍼레이션》(ビビッドレッド・オペレーション 비빗도렛도 오페레션[*], Vividred Operation)은 오리지널 애니메이션이다. 마이니치 방송, 도쿄 방송 홀딩스 등에서 2013년 1월부터 방영되었다. 대한민국에서는 애니플러스에서 방영되었다. 애니플러스에서 제목은 《비비드 레드 오퍼레이션》이다. 약칭은 《비비드》(ビビッド), 《비비오페》(ビビオペ).

## 등장인물

### 비비드 팀
비비드 팀 네 사람은 각각 성에 1, 2, 3, 4의 수를 가지고 있고, 이 순서대로 각각 빨강, 파랑, 녹색, 노랑을 상징하는 이름을 가지고 있다. 이는 전형적인 전대물의 색상과 유사하나 5호가 없다.
잇시키 아카네(一色 あかね)
성우: 사쿠라 아야네
시현엔진을 개발한 잇시키 켄지로의 손녀이며, 어렸을 때 사고의 트라우마로 인해 고소 공포증이 있었으나, 비비드 시스템을 얻으면서 고소 공포증이 없어졌다. 비비드 레드.
후타바 아오이(二葉 あおい)
성우: 무라카와 리에
후타바 재벌의 딸이며, 학교 복학을 하기 위해 섬으로 돌아오다가, 아론의 공격을 받으나 아카네에게 구출되며 아카네로부터 비비드 시스템을 얻었다. 비비드 블루.
사에구사 와카바(三枝 わかば)
성우: 오오츠보 유카
아카네와 아오이가 전학간 학교의 여자 검도부의 주장이고, 아카네와 아오이가 전학한 반의 반장이다. 비비드 그린.
시노미야 히마와리(四宮 ひまわり)
성우: 우치다 아야
아카네와 아오이, 그리고 와카바의 반 클래스 메이트이지만, 학교에 나오지 않고 자리에 카메라를 설치하고, 원격 수업을 받아가는 히키코모리이며, 약간의 대인공포증이 있다. PC와 기계를 좋아하며, 슈퍼 해커이다. 비비드 옐로우.

### 적
쿠로키 레이(黒騎 れい)
성우:우치다 마아야
아카네의 반 클래스 메이트이자, 아론이 쓰러질 때 활로 아론을 폭주하게 만들며, 항상 머플러를 착용하고 다닌다.